# Aguelmam N'Aziza
 (juillet 2020).
Si vous disposez d'ouvrages ou d'articles de référence ou si vous connaissez des sites web de qualité traitant du thème abordé ici, merci de compléter l'article en donnant les références utiles à sa vérifiabilité et en les liant à la section « Notes et références ».
Aguelmam Aziza (en tamazight : ⴰⴳⵍⵎⴰⵎ ⵏ ⴰⵣⵉⵣⴰ , aguelmam nɛziza ; en arabe : أكلمام نعزيزة) est un lac situé dans la commune rurale d'Oum Errabiâ, province de Khénifra dans la région Béni Mellal-Khénifra au Maroc, à environ 6 km de Ksar Aziza (capitale de Aït Aziza), 35 km de M'rirt et à 30 km de Khénifra à 1 474 m d'altitude dans le Moyen Atlas.

## Coordonnées
- Centre administratif proche : commune rurale d'Oum Errabiâ
- Région biogéographique : n° - Moyen Atlas central